# مايكل إيمرسون
مايكل إيمرسون (Michael Emerson) ممثل أمريكي من مواليد 7 سبتمبر 1954، حاصل على جائزة الإيمي 2001 لأفضل ممثل ضيف في مسلسل درامي عن دوره في مسلسل ذا براكتيس. شارك في المسلسل لوست (مسلسل أمريكي).بطل مسلسل بيرسون أوف انترست 2011

## روابط خارجية
- مايكل إيمرسون على موقع IMDb (الإنجليزية)
- مايكل إيمرسون على موقع روتن توميتوز (الإنجليزية)
- مايكل إيمرسون على موقع ألو سيني (الفرنسية)
- مايكل إيمرسون على موقع تيرنر كلاسيك موفيز (الإنجليزية)
- مايكل إيمرسون على موقع أول موفي (الإنجليزية)
- مايكل إيمرسون على موقع قاعدة بيانات برودواي على الإنترنت (الإنجليزية)
- مايكل إيمرسون على موقع قاعدة بيانات الأفلام السويدية (السويدية)
- مايكل إيمرسون على موقع إن إن دي بي (الإنجليزية)
- مايكل إيمرسون على موقع قاعدة بيانات الفيلم (الإنجليزية)
- مايكل إيمرسون على موقع كينوبويسك (الروسية)